# Piptatherum
Piptatherum és un gènere de plantes de la família de les poàcies, ordre de les poals, subclasse de les commelínides, classe de les liliòpsides, divisió dels magnoliofitins.

## Taxonomia
- Piptaterum coerulescens (Desf.) Beauv.
- Piptaterum miliaceum (L.) Cosson - Ripoll o fenàs de canonet
- Piptaterum paradoxum (L.) Beauv.

Si bé alguns autors consideren Pipthatherum un gènere independent, d'altres classifiquen aquestes espècies dins del gènere Oryzopsis
 (vegeu l'article Oryzopsis per informació sobre aquestes espècies).